# Automolis haemotricha
Automolis haemotricha är en fjärilsart som beskrevs av George Francis Hampson 1905. Automolis haemotricha ingår i släktet Automolis och familjen björnspinnare. Inga underarter finns listade i Catalogue of Life.